# قشلة باقم
قشلة باقم وهي إحدى الحصون الأثرية القديمة وتقع في مديرية باقم، في محافظة صعدة وهي المركز الإداري للمديرية، وهي أحد الحصون التي شيدت في عهد الإمام يحيى بن حميد الدين الذي حكم اليمن بعد خروج الأتراك من عام (1918م) إلى عام (1948م) وكان لمحافظة صعدة في نظر الإمام وضع خاص نظراً لمواقعها الجغرافي الهام، ولذلك شيد في مراكز المديرية قلاعاً وحصوناً تستخدم لتسيير شؤون الدولة المدنية والعسكرية، وتساهم في حفظ الأمن والاستقرار.

## الوصف المعماري
وهي عبارة عن مبنى مكون من ثلاثة طوابق، قوام بنائها من مادة الطين المخلوط بالتبن، ولها برجان دائريان كان يستخدمان للمراقبة، ويتبع القشلة «مسجد شقفة» بالإضافة إلى دوره الديني والعلمي يؤدي وظيفته كهجر العلم.